# Tiburzio Vergelli
Tiburzio Vergelli (* um 1555 in Camerino; † 1607 oder 1608 in Recanati) war ein italienischer Bildhauer und Gießer.

## Leben
Vergelli war ein Bildhauer, der in der Provinz Macerata in der zweiten Hälfte des 16. Jahrhunderts arbeitete.
Er wurde in Camerino geboren und ist als einer der geschicktesten Metallschmelzer seiner Zeit bekannt geworden. Ausgebildet wurde er in der Werkstatt von Antonio Calcagni in Recanati und begann in den 1580er Jahren mit ihm eine enge Zusammenarbeit. Nach der Wahl von Sixtus V. zum Papst begann er, als erstes Werk, eine Statue des neuen Papstes für seine Heimatstadt Camerino. Die Statue entstand in der gleichen Zeit, in der Calcagni seine für Loreto vorbereitete (1585–1587) und folgt dem gleichen Kompositionsschema. Dies führte wahrscheinlich zu einem Bruch zwischen den beiden, die sich getrennt um die Tür der Basilika von Loreto bewarben; Calcagni wurde mit der Tür an der Südseite betraut, Vergelli mit der an der Nordseite. Zwischen 1600 und 1607 arbeitete er mit Sebastiano Sebastiani und Giovan Battista Vitali am Taufbecken.
Am 18. Dezember 1607 setzte er schwer erkrankt sein Testament auf und im Mai 1608 galt er als verstorben.

Werke von Tiburzio Vergelli
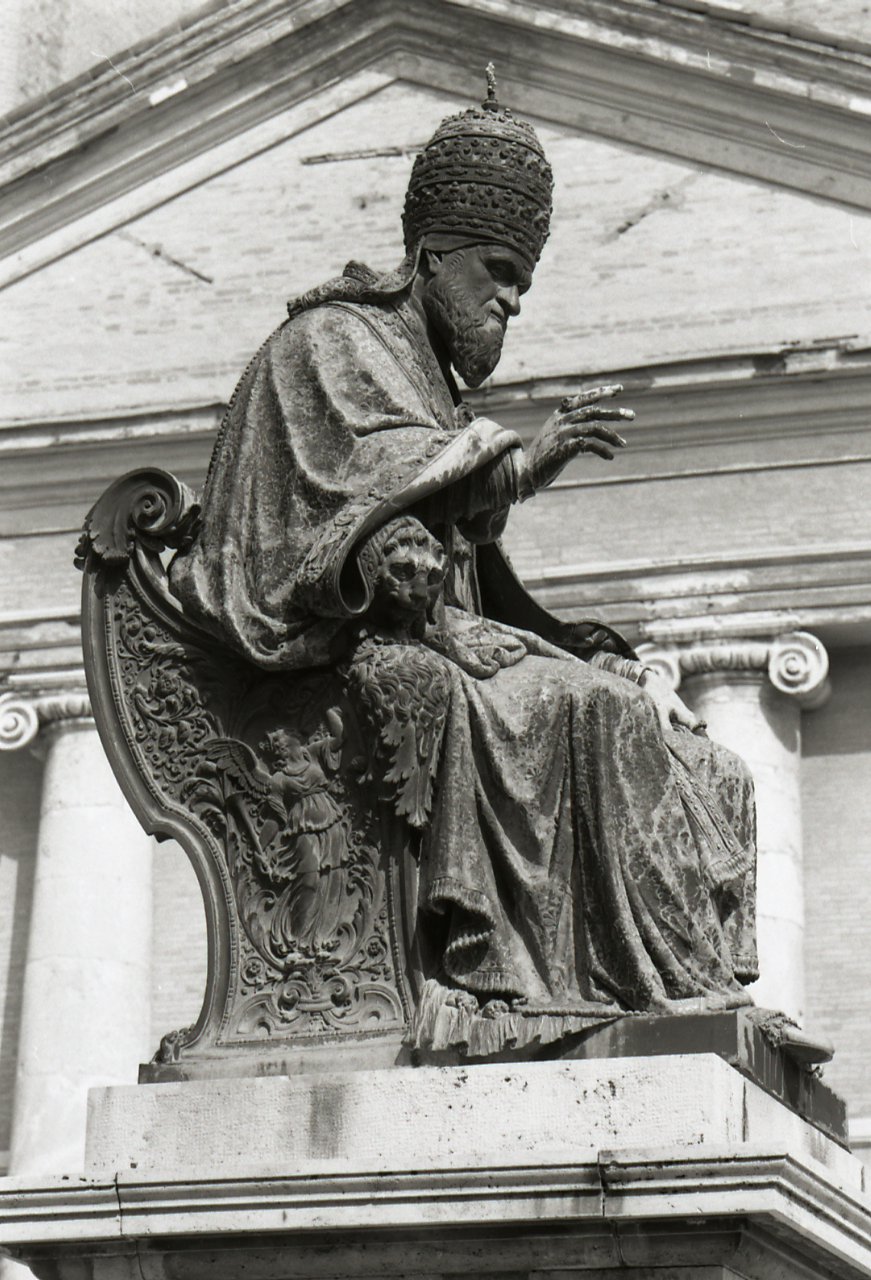
Denkmal für Sixtus V. (1587), Camerino (Foto von Paolo Monti)
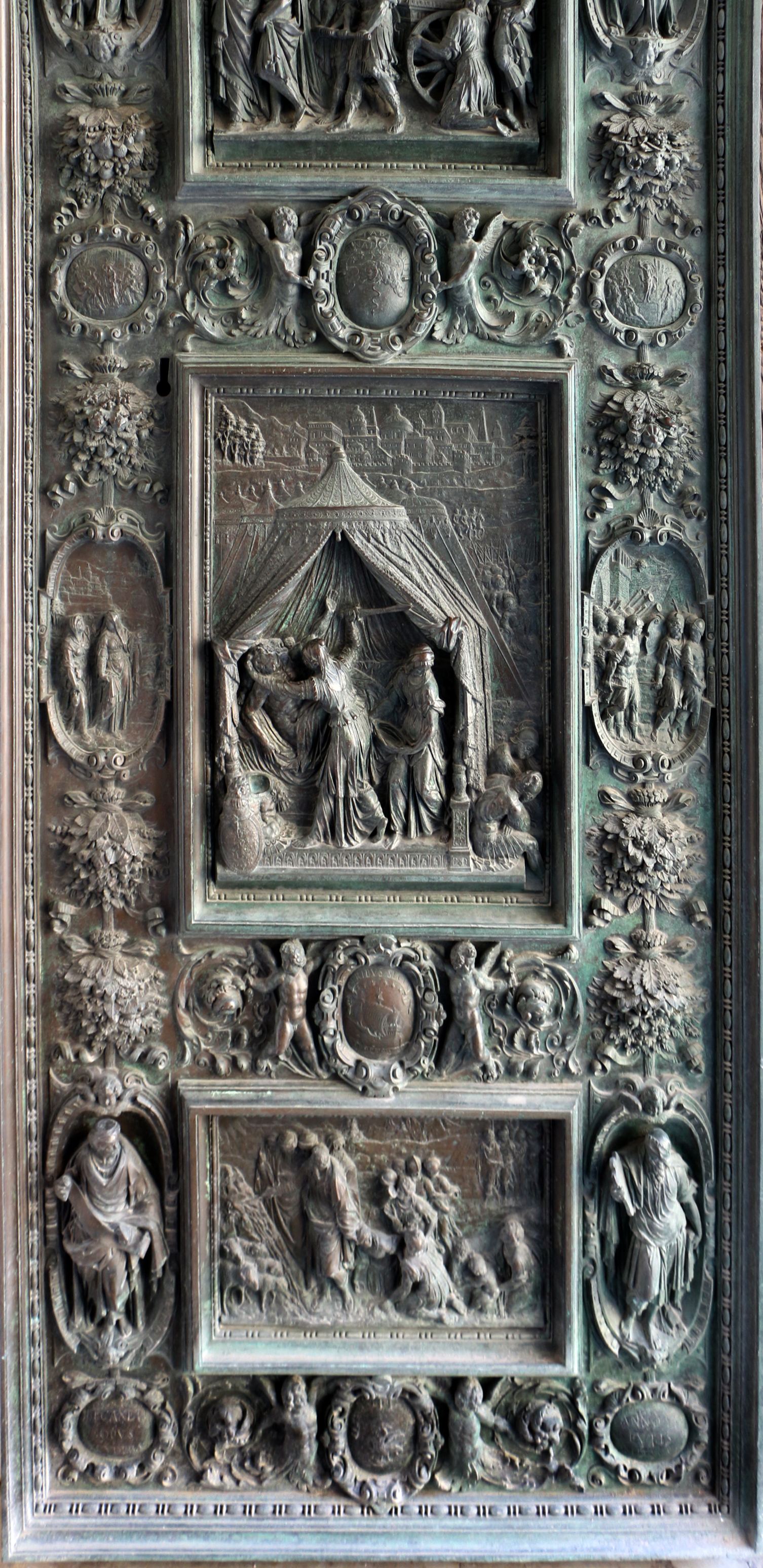
Linkes Torblatt (1598), Basilika von Loreto
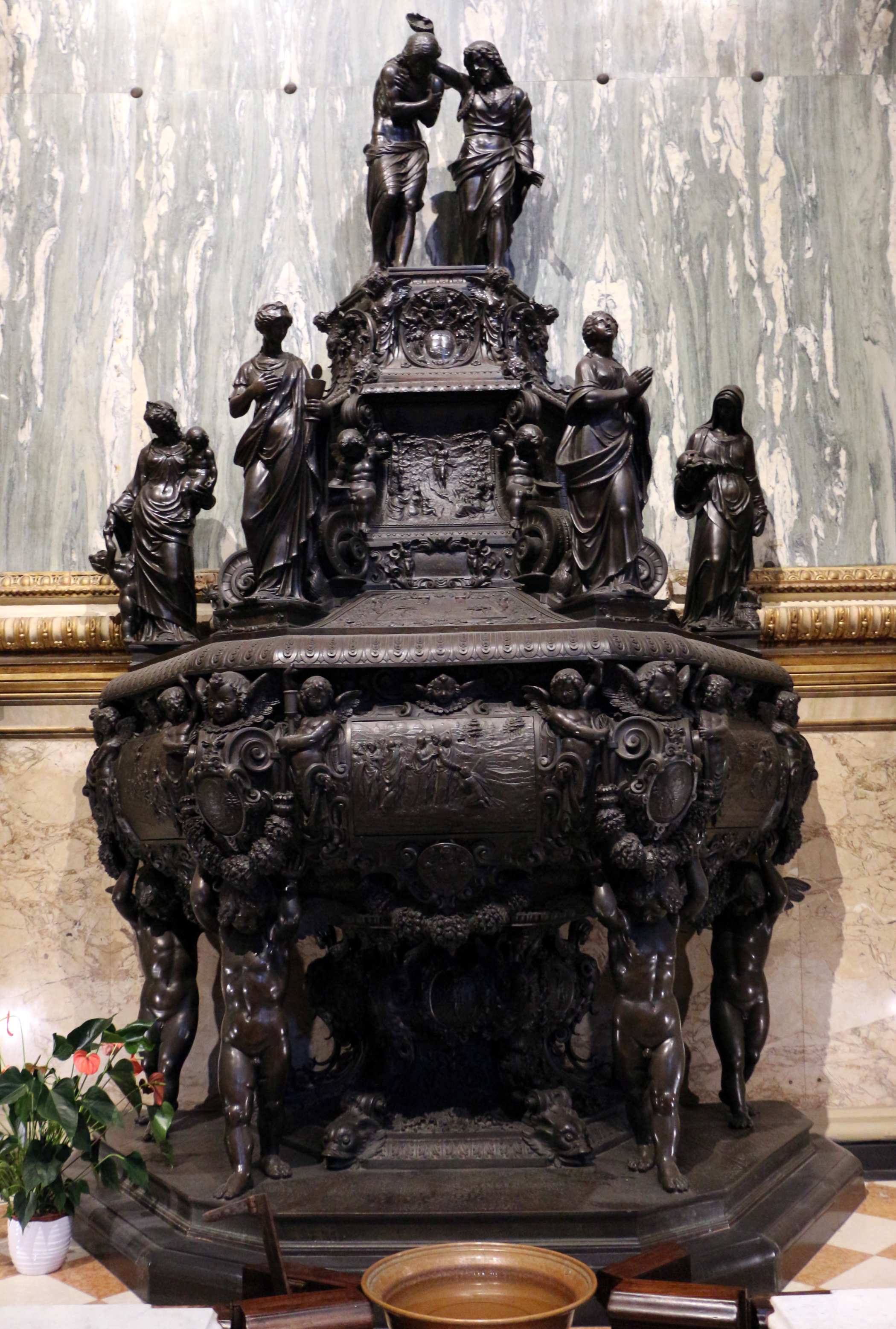
Taufbecken (1607), Basilika von Loreto